# Guillermo Varela
Guillermo Varela est un footballeur international uruguayen né le 24 mars 1993 à Montevideo. Il évolue au poste d'arrière droit au CR Flamengo.

## Biographie

### En club
Prêté à l'Eintracht Francfort pour la saison 2016-2017, il se blesse gravement dès son deuxième match avec sa nouvelle équipe. Il manque plusieurs mois de compétition et ne rejoue qu'en fin de saison, participant en tout à sept matches de championnat. Alors qu'il est vraisemblable qu'il soit titulaire en finale de la Coupe d'Allemagne de football 2016-2017, il se fait tatouer dans les jours précédents le match contre l'avis du club et du coup se retrouve privé de finale. Le club met fin à son prêt alors qu'une prolongation était à l'étude invoquant le manque de professionnalisme du joueur.

### En sélection
Guillermo Varela commença sa carrière internationale le 10 novembre 2017 lors d'une rencontre amicale contre la Pologne soldée par un score de 0-0. 
En juin 2018, il est sélectionné par Óscar Tabárez pour participer à la Coupe du Monde 2018, mais il n'y joue aucun match. Les uruguayens seront sortis en quarts-de-finale par la France, future championne du monde.
Le 10 novembre 2022, il est sélectionné par Diego Alonso pour participer à la Coupe du monde 2022.

## Statistiques
| Saison                | Club                        | Championnat           | Championnat | Championnat | Coupe nationale | Coupe nationale | Coupe de la Ligue | Coupe de la Ligue | Supercoupe | Supercoupe | Compétition(s) continentale(s) | Compétition(s) continentale(s) | Compétition(s) continentale(s) | Total | Total |
| Saison                | Club                        | Division              | M.          | B.          | M.              | B.              | M.                | B.                | M.         | B.         | Comp.                          | M.                             | B.                             | M.    | B.    |
| 2010-2011             | CA Peñarol                  | Primera División      | 1           | 0           | 0               | 0               | -                 | -                 | -          | -          | CL                             | 0                              | 0                              | 1     | 0     |
| 2011-2012             | CA Peñarol                  | Primera División      | 0           | 0           | 0               | 0               | -                 | -                 | -          | -          | -                              | -                              | -                              | 0     | 0     |
| 2012-2013             | CA Peñarol                  | Primera División      | 0           | 0           | 0               | 0               | -                 | -                 | -          | -          | -                              | -                              | -                              | 0     | 0     |
| Sous-total            | Sous-total                  | Sous-total            | 1           | 0           | 0               | 0               | -                 | -                 | -          | -          | -                              | 0                              | 0                              | 1     | 0     |
| 2013-2014             | Manchester United           | Premier League        | 0           | 0           | 0               | 0               | 0                 | 0                 | 0          | 0          | C1                             | 0                              | 0                              | 0     | 0     |
| 2015-2016             | Manchester United           | Premier League        | 4           | 0           | 3               | 0               | 0                 | 0                 | -          | -          | C1+C3                          | 1+3                            | 0                              | 11    | 0     |
| Sous-total            | Sous-total                  | Sous-total            | 4           | 0           | 3               | 0               | 0                 | 0                 | 0          | 0          | -                              | 4                              | 0                              | 11    | 0     |
| 2014-2015             | Real Madrid Castilla (prêt) | Segunda División B    | 33          | 1           | -               | -               | -                 | -                 | -          | -          | -                              | -                              | -                              | 33    | 1     |
| Sous-total            | Sous-total                  | Sous-total            | 33          | 1           | -               | -               | -                 | -                 | -          | -          | -                              | -                              | -                              | 33    | 1     |
| 2016-2017             | Eintracht Francfort (prêt)  | Bundesliga            | 7           | 0           | 3               | 0               | -                 | -                 | -          | -          | -                              | -                              | -                              | 10    | 0     |
| Sous-total            | Sous-total                  | Sous-total            | 7           | 0           | 3               | 0               | -                 | -                 | -          | -          | -                              | -                              | -                              | 10    | 0     |
| Total sur la carrière | Total sur la carrière       | Total sur la carrière | 45          | 1           | 6               | 0               | 0                 | 0                 | 0          | 0          | -                              | 4                              | 0                              | 55    | 1     |

### En sélection nationale
| Saison                | Sélection             | Phases finales          | Phases finales | Phases finales | Phases finales | Éliminatoires CDM | Éliminatoires CDM | Éliminatoires CDM | Matchs amicaux | Matchs amicaux | Matchs amicaux | Total | Total | Total |
| Saison                | Sélection             | Compétition             | M              | B              | Pd             | M                 | B                 | Pd                | M              | B              | Pd             | M     | B     | Pd    |
| --------------------- | --------------------- | ----------------------- | -------------- | -------------- | -------------- | ----------------- | ----------------- | ----------------- | -------------- | -------------- | -------------- | ----- | ----- | ----- |
| 2015-2016             | Uruguay               | Copa América Centenario | -              | -              | -              | 0                 | 0                 | 0                 | -              | -              | -              | 0     | 0     | 0     |
| 2017-2018             | Uruguay               | Coupe du monde 2018     | 2              | 0              | 0              | -                 | -                 | -                 | 3              | 0              | 0              | 5     | 0     | 0     |
| 2021-2022             | Uruguay               | -                       | -              | -              | -              | -                 | -                 | -                 | 2              | 0              | 1              | 2     | 0     | 1     |
| 2022-2023             | Uruguay               | Coupe du monde 2022     | 3              | 0              | 0              | -                 | -                 | -                 | 4              | 0              | 0              | 7     | 0     | 0     |
| 2023-2024             | Uruguay               | Copa América 2024       | 2              | 0              | 0              | 0                 | 0                 | 0                 | -              | -              | -              | 2     | 0     | 0     |
| Total sur la carrière | Total sur la carrière | Total sur la carrière   | 7              | 0              | 0              | 0                 | 0                 | 0                 | 9              | 0              | 1              | 16    | 0     | 1     |

## Palmarès
- Finaliste de la Coupe du monde des moins de 20 ans en 2013 avec l'équipe d'Uruguay.
- Finaliste de la Coupe d'Allemagne en 2017 avec l'Eintracht Francfort.
- Finaliste de la Coupe de Russie en 2022 avec le Dynamo Moscou.